# 칼미크인
칼미크 인(러시아어: Калмыки, 오이라트어: Хальмгуд)은 러시아의 칼미크 공화국의 주민으로 칼미크어를 사용하는 몽골계 민족이다. 현재 약 14만 7천명이 거주하고 있다. 일부는 신장 위구르 자치구와 몽골에도 거주한다.

## 역사
칼미크인은 중가리아에서 1607년 볼가강으로 이주했던 오이라트인들이 1771년 거의 대부분 이리 카자흐 자치주로 귀환했을 때 잔류했던 사람들의 자손이다.
1943년 소련 정부에 의해 다른 캅카스 민족들과 같이 인구 대부분이 시베리아로 강제이주되었다. 이 조치는 1956년 흐루쇼프에 의해 해제되었다.

## 문화
러시아어와 칼미크 어를 쓰고, 종교는 라마교와 러시아 정교회이다.

## 인구
다음은 러시아 제국, 소련, 러시아 연방에 거주했던 칼미크인 인구를 나타낸 것이다.
| 1897    | 1926    | 1939    | 1959    | 1970    | 1979    | 1989    | 2002    | 2010    |
| ------- | ------- | ------- | ------- | ------- | ------- | ------- | ------- | ------- |
| 190,648 | 128,809 | 129,786 | 100,603 | 131,318 | 140,103 | 165,103 | 174,000 | 183,372 |